# Prêmio Haitinger
O Prêmio Haitinger (em alemão:  Haitinger-Preis) da Academia Austríaca de Ciências remete a uma fundação fundada em 1912 pelo químico e empresário Ludwig Camillo Haitinger (1860–1945), que estabeleceu este prêmio em memória de seu pai.
Haitinger trabalhou no laboratório de química de Adolf Lieben na Universidade de Viena. Incentivou a pesquisa do rádio e dirigiu como funcionário de Carl Auer von Welsbach a "Welsbach-Williams Ltd." em Viena-Atzgersdorf, mais tarde a "Österreichische Gasglühlicht-AG". Em 1885 ocorreu a invenção da camisa incandescente por Carl Auer Freiherr von Welsbach, que ele aprimorou em 1891 juntamente com Ludwig Haitinger. Seu irmão Max Haitinger é reconhecido como um dos fundadores da microscopia de fluorescência e da marcação por fluorescência.
O prêmio foi concedido a última vez em 1954.

## Recipientes (seleção)
- 1905 Friedrich Hasenöhrl
- 1908 Marian Smoluchowski
- 1914 Karl Przibram
- 1917 Felix Ehrenhaft
- 1919 Max Bamberger, Julius Zellner
- 1920 Erwin Schrödinger
- 1926 Georg Stetter
- 1928 Fritz Kohlrausch
- 1929 Fritz Feigel
- 1933 Elizabeth Rona e Berta Karlik
- 1936 Marietta Blau e Hertha Wambacher
- 1947 Berta Karlik